# 後見人
後見人（こうけんにん）とは、判断能力が不十分と考えられる者を補佐する者。
特に実務社会においては、「能力はあるが、実務経験や知名度に欠ける者」が事業の責任者となる場合に、事業への出資者や利害関係人等に対し、その者の能力を保証すると共に、失敗等があった場合の後始末をする意思を表明した者（これに見合うだけの地位、能力、信用等を兼ね備えていると判断された者）を、「後見人」と呼ぶ場合がある。

## 法制度上の後見人
法律上の後見人は、財産に関するすべての事項で、未成年者あるいは成年被後見人の法定代理人となる者をいう。ただし、未成年者の場合には、本来、法定代理人となるべき親権を行う者（親権者: 父母、養親）がいないとき、または、親権者に財産管理権がないときにのみ後見人は置かれることになる（民法838条1号）。
後見人には、次の2種類がある。
- 未成年後見人 - 未成年者に対する後見人。親権を行う者がいないとき、または、親権者に財産管理権がないときに置かれる（民法838条1号）。
- 成年後見人 - 事理を弁識する能力を欠く常況にある者に対して、第7条の後見開始の審判がなされたときに置かれる（民法838条2号）。

### 後見監督人
後見人の行動を監督する機関として、後見監督人を置くことができる。家庭裁判所は、必要に応じ、被後見人が未成年か成年であるかに関わらず後見監督人を選任することができ、また、受遺者が未成年者の場合などは遺言により未成年後見監督人を選任できる。
後見監督人の職務は、以下のとおりである（民法851条）。
1. 後見人の事務を監督すること。
2. 後見人が欠けた場合に、遅滞なくその選任を家庭裁判所に請求すること。
3. 急迫の事情がある場合に、必要な処分をすること。
4. 後見人又はその代表する者と被後見人との利益が相反する行為について被後見人を代表すること。

## 歴史上の後見人

### 太上天皇
持統天皇は息子の草壁皇子が早世したため、孫の文武天皇に譲位して、太上天皇として後見を行った。

### 院政
白河天皇は幼少の堀河天皇に譲位して、上皇として後見を行う院政を開始した。院政の開始によって摂関家の権力はほぼ消滅し、以後、鳥羽、後白河と約100年間に及ぶ院政の時代が続くことになった。

### 将軍後見職
江戸時代末期、江戸幕府は政事総裁職や京都守護職と並ぶ役職として将軍後見職を設置した。